# Heike Taubert

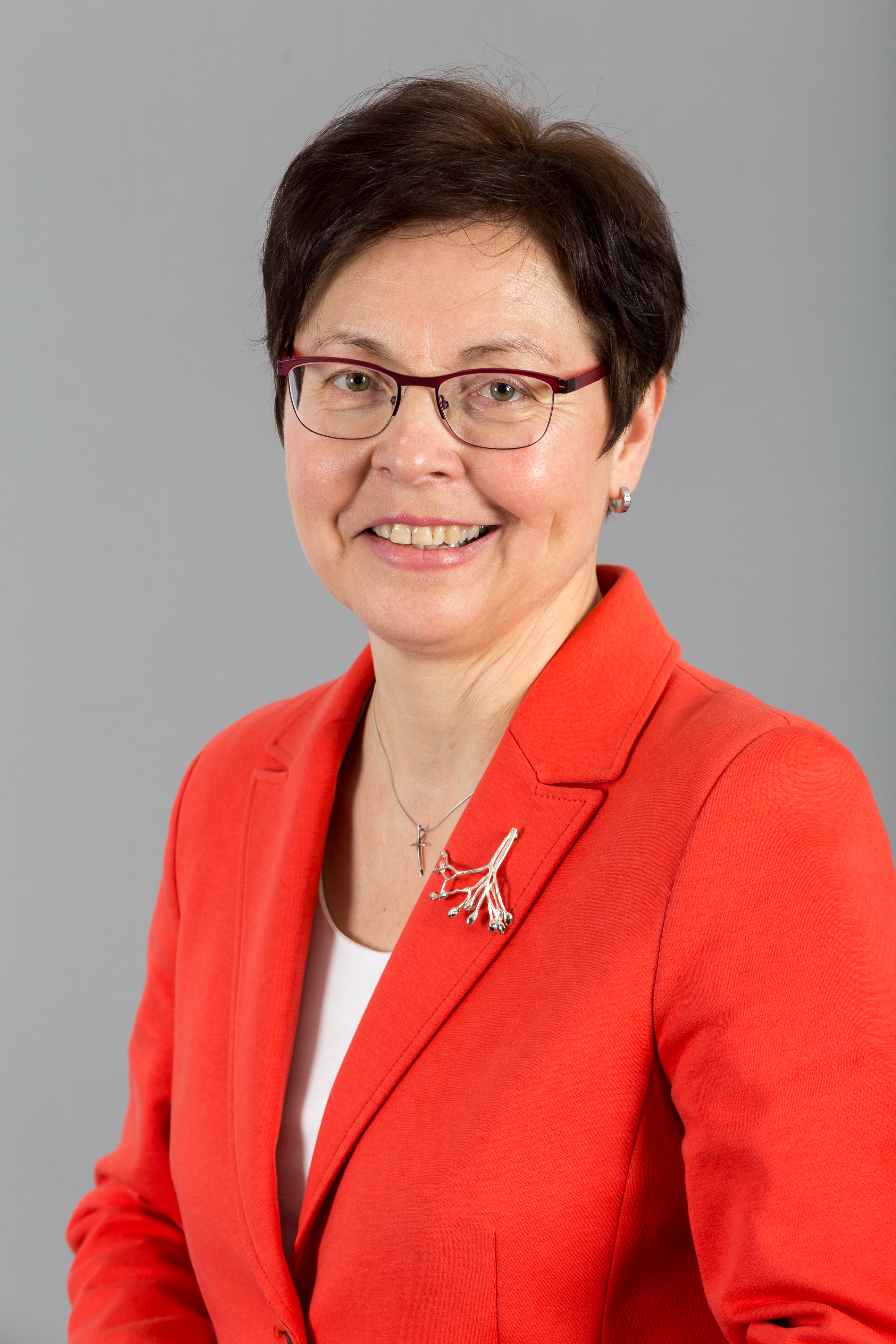
Heike Taubert (2016)

Heike Taubert (* 14. November 1958 in Reichenbach im Vogtland) ist eine deutsche Politikerin (SPD). Sie war in den Jahren 2009 bis 2014 Thüringer Sozialministerin und von 2014 bis 2024 Thüringer Finanzministerin. Zudem war sie von 2004 bis 2020 Abgeordnete des Thüringer Landtags.

## Ausbildung und Beruf
Nach dem Abitur (1977) besuchte Taubert die TU Dresden (1982), wo sie ihren Abschluss als Diplomingenieurin für Informationstechnik erlangte. Bis 1986 arbeitete sie als Mess- und Prüfmittelingenieurin im VEB Elektronik Gera. Von 1990 bis 1995 war sie die Kämmerin der Stadt Ronneburg, in der sie bis heute lebt. In den Jahren 1995 bis 2001 wirkte sie als stellvertretende Landrätin und Kreisbeigeordnete des Landkreises Greiz und anschließend bis 2004 als stellvertretende Landrätin und Kreisbeigeordnete des Saale-Orla-Kreises. Von Juli 2004 bis Mai 2020 war Taubert Abgeordnete im Thüringer Landtag.

## Politik
Im Februar 1990 trat Taubert in die SPD ein. Sie wurde 1999 zur stellvertretenden SPD-Landesvorsitzenden und 2003 zur Vorsitzenden des SPD-Kreisverbandes Greiz gewählt. Seit 2004 ist sie Abgeordnete im Kreistag des Landkreises Greiz; bis zum 31. Dezember 2009 gehörte sie auch dem Stadtrat der Stadt Ronneburg/Thüringen an. Im November 2018 trat sie nach 19 Jahren beim Landesparteitag in Arnstadt nicht erneut als stellvertretende Landesvorsitzende an. Stattdessen wurde sie als Beisitzerin gewählt.
Bei der Landtagswahl in Thüringen 2004 wurde Taubert erstmals in den Thüringer Landtag gewählt. Als kommunal- und gesundheitspolitische Sprecherin der SPD-Landtagsfraktion wurde sie zum Mitglied des Innenausschusses im Thüringer Landtag berufen. Bis zu ihrer Berufung in die Landesregierung war sie eine von drei stellvertretenden Vorsitzenden der SPD-Fraktion.
Im Jahr 2006 kandidierte sie als Landrätin im Kreis Greiz, unterlag aber in der Stichwahl knapp der Amtsinhaberin Martina Schweinsburg (CDU).
Nach ihrer Wiederwahl in den Landtag im August 2009 war Taubert vom 4. November 2009 bis Dezember 2014 unter Ministerpräsidentin Christine Lieberknecht im Kabinett Lieberknecht Thüringer Sozialministerin.
Am 8. Januar 2014 nominierte die Spitze der Thüringer SPD Taubert zur Spitzenkandidatin für die Landtagswahl im Herbst des Jahres. Trotz starker Verluste bei der Landtagswahl gelang es der SPD, durch die Beteiligung an einer rot-rot-grünen Koalition nach der Landtagswahl an der Regierung zu bleiben; Taubert war vom 5. Dezember 2014 bis 5. Februar 2020 unter Ministerpräsident Bodo Ramelow (Die Linke) Thüringer Finanzministerin und Stellvertreterin des Ministerpräsidenten im Kabinett Ramelow I.
Bei der Landtagswahl in Thüringen 2019 zog Taubert wieder in den Landtag ein, es kam jedoch aufgrund Pattsituation zur Regierungskrise in Thüringen von 2019/2020. Nachdem sie am 4. März 2020 Finanzministerin im Kabinett Ramelow II geworden war, schied Taubert zum 31. Mai 2020 aus dem Thüringer Landtag aus; für sie rückte Janine Merz nach.
Bei der Landtagswahl in Thüringen 2024 erhielt Taubert in ihrem Wahlkreis Greiz II 8,8 % der Stimmen und lag damit deutlich hinter Christian Tischner (CDU; 43,0 %) und Björn Höcke (AfD; 38,9 %). Da sie außerdem den wenig aussichtsreichen SPD-Landeslistenplatz 12 innehatte, verpasste sie den erneuten Einzug in den Landtag. Mit dem Amtsantritt des Kabinetts Voigt schied sie am 13. Dezember 2024 aus dem Ministeramt aus.

## Gesellschaftliche Funktionen
Taubert war von 1999 bis 2011 Landesvorsitzende der SGK Thüringen.
Von 2003 bis 2012 arbeitete sie im Vorstand der Thüringer Sportjugend des Landessportbundes Thüringen mit.

## Persönliche Angaben
Taubert ist evangelisch, seit 1980 verheiratet, hat zwei Kinder und wohnt derzeit in Ronneburg.